# Kritisch idealisme
Het kritisch idealisme onderscheidt zich van alle andere soorten idealisme doordat het op (deze) kritische wijze de grenzen van het kennen of weten zelf onderzoekt. In één zin vat Kant de inhoud van zijn hoofdwerk samen tot de vraag: Wat kan ik weten, en wat kan ik zien? en zijn methode is het, alle relevante constituerende elementen van de kennis (dat is onder andere enerzijds het rationele a priori en anderzijds de empirie van de waarneming en gewaarwording, het a posteriori) strikt van elkaar onderscheiden ("naast elkaar" te leggen dus) terwijl hij tegelijkertijd met deze losse elementen een nieuw systeem bouwt. (Vandaar overigens ook die zuivere rede. Want zuiver betekent hier dat Kant in zijn verzoeningspoging tussen rationalisme en empirisme het begrippenkader van de rede niet "vervuild" laat zijn met allerlei empirische elementen of betekenisaspecten).
In Kants hoofdwerk Kritik der reinen Vernunft (1857) (Kritiek van de zuivere rede) betekent het woord kritiek niet zoiets als dat flink wordt afgegeven op iets dat (kennelijk) als onwenselijk beschouwd wordt, maar is het woord verwant met het (klassiek) Griekse krinô. Dat betekent dan (van elkaar) onderscheiden.
Ook de filosofie van Léon Brunschvicg, die sterk voortbouwt op het werk van Kant, wordt als kritisch idealisme bestempeld.